# Yohan Bus
Yohan Bus (12 febbraio 1986) è un calciatore francese, portiere del Gosier.

## Carriera

### Club
Comincia a giocare in Francia, all'Écommoy. Nel 2008 passa al Saint-Louis. Nel 2009 si trasferisce al Delémont, club svizzero della terza divisione. Nel 2010 viene acquistato dal Gosier.

### Nazionale
Ha debuttato in Nazionale il 26 settembre 2010, in Guadalupa-Tahiti (2-4 dopo calci di rigore). Ha partecipato, seppur senza mai scendere in campo, alla Gold Cup 2009. Ha collezionato in totale, con la maglia della Nazionale, 11 presenze e 9 reti subite.